# Новые Ждановичи
Новые Жда́новичи (бел. Новыя Жданавічы) — деревня в составе Черневского сельсовета Дрибинского района Могилёвской области Республики Беларусь.

## Население
- 1999 год — 28 человек
- 2010 год — 15 человек